# Velika Nagrada Ptuja
La Velika Nagrada Ptuja va ser una competició ciclista eslona d'un sol dia que es disputava a Ptuj. La cursa es creà el 2008 i va formar part del calendari de l'UCI Europa Tour. Només va durar una edició.

## Palmarès
| Any  | Vencedor       | Segon             | Tercer         |
| ---- | -------------- | ----------------- | -------------- |
| 2008 | Gregor Gazvoda | Hrvoje Miholjevic | Matija Kvasina |